# 18e eeuw
De 18e eeuw is in de christelijke jaartelling de 18e periode van 100 jaar, bestaande uit de jaren 1701 tot en met 1800. De 18e eeuw behoort tot het 2e millennium. In de Europese cultuurgeschiedenis valt deze eeuw samen met de periode van de Verlichting. Op politiek terrein hebben zich in Europa en Amerika enorme verschuivingen voorgedaan, vooral in het laatste decennium. Na de Franse Revolutie van 1789 heeft Frankrijk zich ontwikkeld tot de meest agressieve Europese mogendheid: onder leiding van Napoleon Bonaparte voert het oorlog tegen Rusland, Oostenrijk, het Verenigd Koninkrijk, Portugal, Napels en het Osmaanse Rijk. Deze sterke expansiedrift doet zich voor aan het einde van een eeuw die juist een verlies van Franse macht op het continent en in de koloniën te zien heeft gegeven. Het Verenigd Koninkrijk heeft zich ontwikkeld tot de sterkste mogendheid in Europa, hoewel deze positie nu door Frankrijk wordt aangevochten. Vooral de omvang van het Britse koloniale rijk is toegenomen (Voor-Indië, Canada), ondanks het verlies van de nu onafhankelijke Verenigde Staten. Oostenrijk is naast het Verenigd Koninkrijk een van de meest vooraanstaande en verbeten tegenstanders van het revolutionaire Frankrijk; het land heeft de afgelopen eeuw een voorname rol gespeeld in de strijd om de Europese hegemonie. De andere belangrijke Duitse staat, Pruisen, houdt zich afzijdig van de Europese troebelen. Het heeft zich met zijn sterke interne structuur de afgelopen honderd jaar kunnen opwerken tot een van de machtigste mogendheden. De kolos in het oosten, Rusland, heeft zijn grenzen verder naar het westen verlegd en speelt voor het eerst in zijn geschiedenis  een rol van betekenis in de Europese politiek. Bovengenoende vijf staten – Frankrijk, het Verenigd Koninkrijk, Oostenrijk, Pruisen en Rusland – bepalen samen het politieke gezicht van Europa in de achttiende eeuw.
Tot de grote verliezers in deze eeuw behoort Spanje. In de 17e eeuw nog in het bezit van een machtig leger en van uitgestrekte gebieden op het Europese continent, is het  nu een verkommerd land in een uithoek van Europa.
De hegemonie van Zweden in het noorden is door de rampzalige oorlogen van Karel XII tenietgedaan. De trotse onafhankelijkheid van de Republiek der Zeven Provinciën is verloren gegaan: Nederland is nu onder de naam Bataafse Republiek een vazalstaat van Frankrijk. De Zuidelijke Nederlanden staan, na bijna een eeuw Oostenrijkse overheersing, onder Frans bewind. In Zuidoost-Europa heeft het Osmaanse Rijk verdere verliezen moeten accepteren; het speelt nauwelijks meer een rol in de Europese, continentale politiek.
In deze eeuw ontwikkelt zich een mondiale economie met Europa als middelpunt. Dit continent, met name het noordwesten, is onvergelijkbaar rijker dan welk ander werelddeel ook. De talrijke uitvindingen en de ontwikkelde techniek, die doorwerken in de landbouw en de industrie, geven veel Europeanen een grotere grip op eerder niet te beïnvloeden omstandigheden.

## Benamingen voor eeuw
- Verlichting
- Tijd van pruiken en revoluties (onderwijs)

## Belangrijke gebeurtenissen en ontwikkelingen

### Europa
- Het vorstelijk absolutisme wint overal terrein. De adel verliest haar regionale machtspositie in ruil voor een plaats in het gecentraliseerde bestuursapparaat en in de dagelijkse entourage van de vorst (adelscompromis).
- Een variant van dit absolutisme is die van de verlicht despoot. Deze wil vader of moeder van het volk zijn, en laat zich daarbij niet door de adel hinderen. Hij / zij bevordert godsdienstige tolerantie, kunsten en wetenschappen, en streeft naar betrouwbare wetgeving, rechtspraak en bestuur. Voorbeelden zijn: Frederik de Grote van Pruisen, Gustaaf III van Zweden, Catharina de Grote van Rusland en Jozef II van het Heilige Roomse Rijk.
- Het Osmaanse Rijk verliest in Europa aan macht. De meeste bestuurlijke ambten worden uitgeoefend door Grieken.
- Ook de Russisch-Turkse oorlogen ten tijde van Catharina de Grote dringen het Osmaanse Rijk langzaam terug. De Russen vestigen hun overwicht in de Zwarte Zee en op land tot aan de Donau. De Russische Keizerlijke Marine opereert zelfs in de Middellandse Zee.
- De Janitsaren, eens het meest gevreesde Turkse legeronderdeel, zijn verworden tot een allegaartje van opportunisten, slechts uit op eigen gewin. Zij dwingen steeds meer  rechten van de sultan af: het recht om te trouwen, financiële rechten, toelating van geboren moslims. De Janitsaren vormen erfelijke dynastietjes, die als een soort lagere adel in Europa leven, en de plaatselijke christelijke boeren genadeloos uitknijpen.
- Het Habsburgse Rijk wordt de dominante macht in Zuidoost-Europa. De Militaire Grens, in de 16e eeuw aangelegd langs de Kroatische Militärgrenze, wordt door de verovering van Turks grondgebied uitgebreid met de Slawonische Militärgrenze (1702), de Banater Militärgrenze (1742) en de Siebenbürger Militärgrenze (1764). In deze gordel wonen voornamelijk Slavische beroepsmilitairen die Europa tegen de Turken moeten verdedigen.
- Bij aanvang van de Hannoveriaanse periode, in het Verenigd Koninkrijk, worden de Whigs de belangrijkste politieke regeringspartij. Tegelijkertijd verdwijnen de Tories bijna als politieke machtsfactor. In de daaropvolgende regeerperiode van George III bevrijdt deze zich van de "Whig-magnaten"; een nieuwe Tory-partij wordt gevormd uit voormalige, gematigde Whigs.
- Na de Schotse steun voor de Jacobitische opstand in 1745 wordt het de Schotten verboden de doedelzak te bespelen, een kilt of wapens te dragen en grote bijeenkomsten te houden.
- De Pools-Litouws Gemenebest blijkt niet in staat zich tegen de inmenging van de buurlanden te verdedigen en in de Poolse delingen van 1772, 1793 en 1795 wordt Polen opgedeeld tussen Pruisen, Oostenrijk en Rusland. Het oorspronkelijke Litouwen komt onder Russisch bestuur.
- De regeringen laten zich in hun handels- en industriepolitiek leiden door het mercantilisme. Ze bevorderen de export, remmen de import en leggen goudvoorraden aan.
- De bruine rat doet zijn intrede en verdringt de zwarte rat. De pest komt hierna in Europa niet meer voor.

### Landbouw
- In Engeland begint rond 1750 de agrarische revolutie: het drieslagstelsel wordt vervangen door het vierslagstelsel, waardoor het knelpunt van het drieslagstelsel, namelijk de braakliggende gronden, wordt uitgeschakeld. Rapen, klaver, wortelgewassen en grassen gaan de graanteelt afwisselen en de braak vervangen.

### Industrie
- De Brit Abraham Darby ontwikkelt een methode voor de productie van ruwijzer in een hoogoven, waarbij de tot nu toe gebruikelijke brandstof, houtskool, wordt vervangen door de in Engeland ruim voorhanden zijnde cokes.
- In Engeland begint de industriële revolutie met de uitvinding van de stoommachine door Thomas Newcomen. Hij bouwt er honderd om de kolenmijnen droog te houden via met stoomkracht aangedreven waterpompen. James Watt verbetert de werking van de stoommachine aanzienlijk.
- De textielnijverheid wordt gemechaniseerd met de introductie van spinmachines en weefstoelen.
- Leiden verliest haar lakenindustrie aan Verviers.
- Langs de Oude IJssel ontstaan ijzergieterijen, die hier gebruik kunnen maken van het ijzeroer in de grond. De rivier vormt een geschikt transportkanaal.
- Russische machthebbers zetten lijfeigenen in, als goedkope vorm van arbeid in de grootschalige ontwikkeling van de industrie. Vooral in het Oeralgebied, het gouvernement Olonets en in Siberië worden veel geregistreerde boeren ingezet.
- Londen neemt in de 18e eeuw de positie van Amsterdam als financieel centrum over.

### Amerika
- Eeuw van de slavenhandel, met name vanuit West-Afrika naar Amerika. De slaven worden gehaald om te werken op de suikerplantages in het Caraïbisch gebied en op de katoenplantages in het zuiden van Noord-Amerika.
- Groepen gevluchte slaven verenigen zich in de onontgonnen, niet-gekoloniseerde binnenlanden en zetten er eigen gemeenschappen op. Van daaruit bestoken de Marrons  de kolonie en de plantages. Deze acties zijn gericht op de bevrijding van slaven en het verkrijgen van bestaansmiddelen om de groep in stand te houden, zoals werktuigen, zaden en wapens, maar ook vrouwen en kinderen.
- Met de introductie van het paard worden de Lakota een prairie-volk, dat jaagt op bizons, die dienen als bron van voedsel, kleding en tipi’s.
- Als de onderkoninkrijken Nieuw-Granada en Rio de la Plata gevormd worden, ten koste van grondgebied van het Onderkoninkrijk Peru, verliest Lima aan belang en worden Caracas en Buenos Aires belangrijke handelssteden.
- De Amerikaanse Onafhankelijkheidsoorlog breekt uit wanneer de Engelse kolonisten in Amerika meer invloed opeisen op hun eigen bestuur. Dit resulteert in het opstellen van de Declaration of Independence
- In Brazilië wordt diamant gevonden. Holland krijgt het monopolie op de import en bewerking van Braziliaanse diamant.

### Republiek der Verenigde Nederlanden
- De Republiek der Zeven Verenigde Nederlanden slaagt er niet in om tot een betere besluitvorming te komen. De gewestelijke soevereiniteit verlamt de confederatie, hetgeen bijdraagt aan haar ondergang in 1795.
- Herhaalde twisten tussen prinsgezinden en staatsgezinden leiden tot het sluiten van contracten van harmonie, waarbij de openbare ambten tussen beide partijen worden verdeeld. Op den duur ontaardt dit systeem in nepotisme: de ambten worden verdeeld binnen dezelfde families.
- Te midden van de gewesten die de Republiek der Verenigde Provincien vormen, handhaven zich enkele exclaves, zoals de heerlijkheid Culemborg, de baronie IJsselstein, de stad Ravenstein en de heerlijkheid Vianen.
- Opper-Gelre wordt bij de Vrede van Utrecht (1713) opgedeeld in Pruisisch Opper-Gelre, Staats Opper-Gelre, Guliks Opper-Gelre en Oostenrijks Opper-Gelre. Dit duurt tot de Franse bezetting in 1795.
- Tussen 1722 en 1741 veilden de Staten van Holland uit geldnood 108 ambachtsheerlijkheden. De kopers mochten zich "ambachtsheer" noemen en kregen diverse rechten, zoals benoemingsrechten, en opbrengsten uit de ambachten, waaronder tienden, accijnzen en verpachtingen.[1]

### Zuidelijke Nederlanden
- De Habsburgse Nederlanden gaan bij de Vrede van Utrecht (1713) over van Spaans in Oostenrijks bewind. In de Oostenrijkse Nederlanden is de gevolmachtigd minister de hoogste vertegenwoordiger van de Oostenrijkse keizer na de landvoogd. De gevolmachtigd minister is het werkelijke hoofd van de regering in de Zuidelijke Nederlanden. Na het Theresiaanse compromis van 1748 wordt de regering zoveel mogelijk overgelaten aan de Belgen, mits zij de financiën op orde brengen.
- Na 1713 maakt de Oostenrijkse overheersing een meer open Joodse gemeenschap mogelijk. In deze tijd vindt er een grote immigratie van Asjkenazische Joden naar het land plaats. Keizer Jozef II geeft Joden het recht om handel te drijven, ambachten uit te oefenen en grond te bezitten. Ten slotte krijgen ze ook het recht op eigen begraafplaatsen.
- Begin van de verfransing van Brussel. Administratie en hoge burgerij bedienen zich uitsluitend van de Franse taal.
- Vanaf de Vrede van Utrecht in 1713 tot aan de Franse annexatie in 1795 bestaat er een provincie West-Vlaanderen, die veel zuidelijker ligt dan de huidige en ook nu Franstalige gebieden omvat.
- In Limburg vinden in de periodes 1743-1745, 1750-1752 en 1770-1778 de zogenaamde "Bokkenrijdersprocessen" plaats, massaprocessen waarbij minstens vijfhonderd inwoners van de streek werden veroordeeld en/of om het leven kwamen. Deze processen worden ook wel de laatste massale heksenprocessen in Europa genoemd, en zijn de eeuwen daarna een inspiratiebron voor schrijvers en kunstenaars.[2]
- In de jaren 80 ontstaan spanningen door de onbesuisde vernieuwingsdrang van keizer Jozef II. Maar de Brabantse Omwenteling loopt vast in Pruisisch ingrijpen. Uiteindelijk worden de Belgen "bevrijd" door het Franse revolutionaire leger.
- De confiscatie van Belgische kunst in de 18e eeuw is een proces waarbij religieuze en andere kunst wordt aangeslagen door de overheid met het oog op verkoop of bewaring in eigen galerijen. In de periode 1773-1795 leggen het keizerlijke Oostenrijk en het revolutionaire Frankrijk zo de hand op duizenden schilderijen en sculpturen, waarvan de meesterwerken verdwijnen naar Wenen en Parijs.

### Militair
- Opkomst van de lichte infanterie.  In Pruisen en Hessen ontstaan regimenten jagers die met jachtbuksen zijn bewapend. Deze scherpschutters worden populair en het voorbeeld voor vele vrijkorpsen.
- De snaphaan ofwel het lange geweer neemt de plaats in van het musket.

### Koloniën

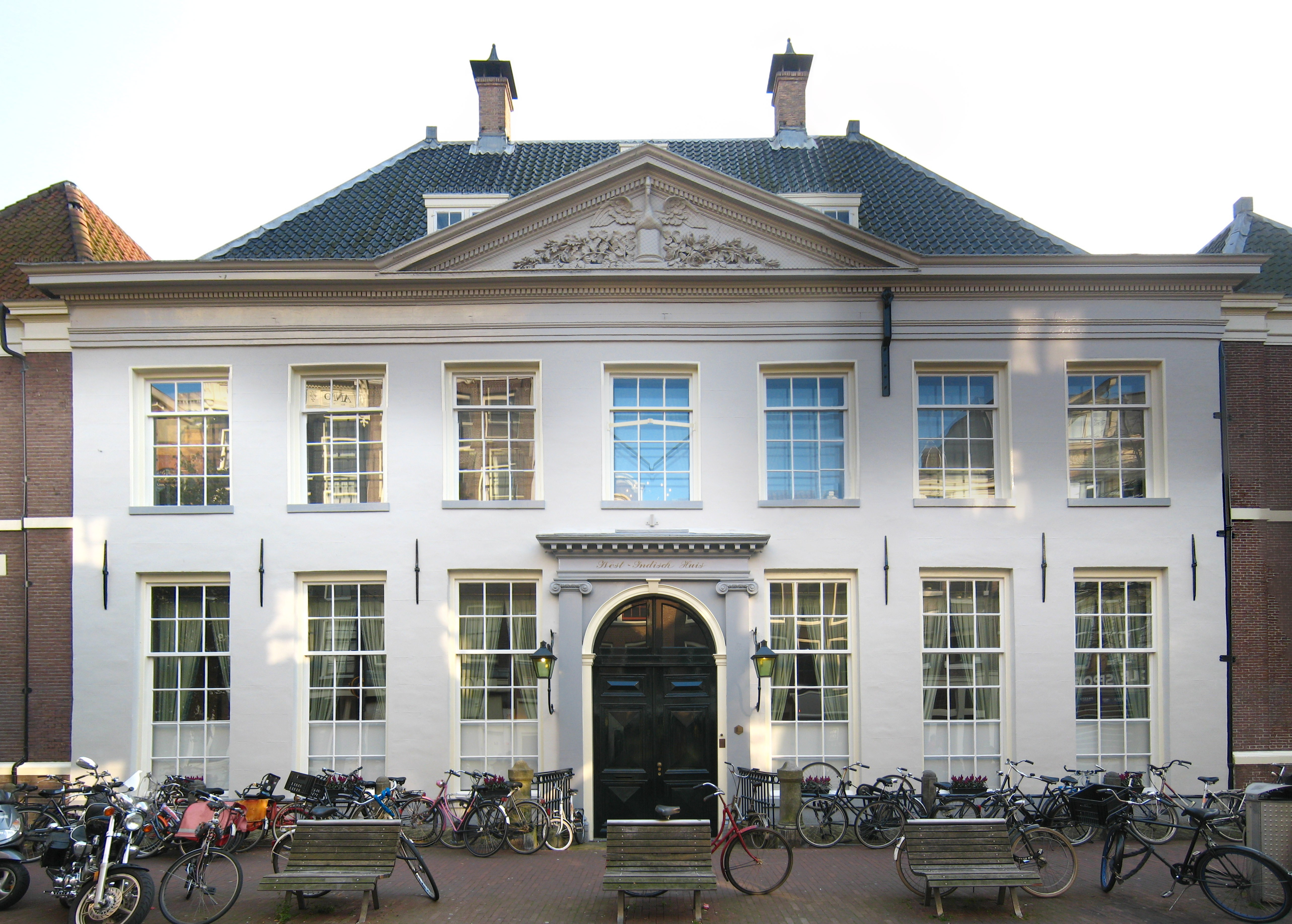
Faillissement van de WIC

- De West-Indische Compagnie (WIC) rekt moeizaam haar bestaan. Ze gaat uiteindelijk in 1791 failliet. De meer succesvolle Verenigde Oost-Indische Compagnie behoudt het monopolie op de oosthandel tot aan de Bataafse omwenteling.
- De Afrikaanse slaven in Suriname die hebben weten te ontsnappen, stichten met hulp van de inheemse bevolking eigen dorpen in het Amazonegebied. Vanuit die nederzettingen voeren zij guerrilla-aanvallen uit op de plantages. Dit gebeurt met zo veel succes dat de koloniale overheid in 1760 het eerste van een reeks vredesverdragen sluit met de marronstammen. Dat maakt de Marrons feitelijk tot de eerste vrijgemaakte slaven op het Amerikaanse continent.
- In de Nederlandse Kaapkolonie wordt succesvol wijnbouw ontwikkeld, bijvoorbeeld op Stellenbos en op Constantia.
- Het wegvallen van de macht van de Mogols na de dood van keizer Aurangzeb in 1707 is gedurende de 18e eeuw een bron van politieke instabiliteit in Voor-Indië. Er ontstaan meerdere regionale opvolgerstaten, waarvan sommige de Mogols in naam als soeverein blijven erkennen, hoewel ze de facto onafhankelijk zijn. De Britse en Franse handelscompagnieën strijden om invloed en macht in de vorstenlanden.

### Voeding
- Rond Brussel wordt begonnen met de teelt van spruitjes.
- In de tweede helft van de eeuw gaat Nederland massaal over op aardappelen als hoofdvoedsel. Ook Ierland, waar graanteelt altijd een moeizame zaak is geweest, schakelt over op het Zuid-Amerikaanse knolgewas.
- Engeland raakt aan de thee en Nederland aan de koffie. Hoewel koffie en thee pas vanaf het midden van de zestiende eeuw gemeengoed worden in Groot-Brittannië, zorgt de relatief hoge prijs van deze producten ervoor dat deze alleen gedronken worden door de hogere klasse. Een paar decennia later worden goedkope sterke dranken geïntroduceerd. Goedkope brandy uit Frankrijk en goedkope gin (jenever) uit Holland worden opgenomen in het assortiment van de Britse pubs. Dit zorgt in de periode van 1720-1750 voor sociale problemen; ook wel de 'Gin Era' genoemd. De Gin Acts van 1736 en 1751 reduceren de gin-consumptie met een kwart van het vorige niveau, en brengt de sociale orde weer terug.
- In ruime kring wordt tabak gebruikt. Het wordt gerookt in de Goudse pijp of gesnoven in de snuifdoos.
- Het tinnen tafelgerei raakt in onbruik en wordt vervangen door porselein, aardewerk en glas.
- De pomelo wordt vanuit Azië naar de Caraïben gebracht door de Britse scheepskapitein Shaddock. Punch wordt door de Britse Oost-Indische Compagnie uit Brits-Indië meegebracht naar Engeland.

### Scheepvaart en handel
- De paalworm vormt een ernstige bedreiging voor houten schepen. De schepen krijgen een tweede huid van grenenhout, die na aangetast te zijn, afgenomen kan worden. Als extra bescherming worden tussen de eiken- en grenenhouten romp koeienhuiden gestopt.
- De Britse marinearts James Lind is de eerste die een verband legt tussen de symptomen van scheurbuik en het eten van citrusvruchten. Voortaan wordt ter voorkoming van de ziekte citroensap gebruikt, hetgeen de Engelse mariniers de bijnaam 'Limeys' oplevert. Ook de goed te bewaren zuurkool gaat voortaan mee aan boord.
- Voor de Plaatsbepaling op aarde en de navigatie op zee zijn de inzichten en uitvindingen van John Harrison baanbrekend.
- Vanuit Lloyd's koffiehuis in Londen, het ontmoetingspunt van reders, kapiteins en andere betrokkenen bij de scheepvaart, worden de verzekeringsmarkt Lloyd's of London, de scheepskrant Lloyd's List en het scheepsregister Lloyd's Register opgericht.
- Friese en later Groninger schippers nemen de handel op de Oostzee over van de Hollanders.
- De Britten betalen hun thee en zijde uit China met tabak, gemengd met opium en later met zuivere opium. Zo raken grote groepen Chinezen verslaafd aan deze stof.

### Geestelijk leven
- De Poolse rabbijn Yisroel ben Eliezer sticht de beweging van het chassidisch jodendom. Hij en zijn aanhangers leggen de nadruk op de strikte naleving van spijswetten, de kledingvoorschriften en andere religieuze voorschriften.
- De Rooms-Katholieke Kerk heeft opnieuw te maken met een afscheiding: de oudkatholieken stichten een eigen kerkgenootschap.
- In de Zuidelijke Nederlanden beschrijven de bollandisten de heiligenlevens, die in de serie Acta Sanctorum worden gebundeld en uitgegeven.
- Binnen het protestantisme ontstaan piëtistische bewegingen, die de nadruk leggen op de innerlijke geloofsbeleving. De Duitse Evangelische Broedergemeente vestigt zich ook in Zeist en als zendingsgenootschap EBGS in Suriname. De Engelse methodisten schieten wortel in de Amerikaanse kolonies.
- Mohammed ibn Abdul-Wahhab sticht het wahabisme, een aan het salafisme verwante hervormingsbeweging in de islam.
- Een nevenverschijnsel van de Verlichting zijn de geheime genootschappen, die elkaar beïnvloeden in hun

verzet tegen de bestaande geestelijke en staatkundige orde: de Rozenkruisers, de Vrijmetselaars en de Illuminati.

### Azië
- Even na het midden van de eeuw bereikt het China van de Qing-dynastie zijn grootste omvang. Vanaf die periode gaan de Chinese keizers in hun religieuze politiek een beleid voeren van het syncretiseren van met name boeddhistische en Chinese godheden.
- De samoerai, de Japanse ridderstand, raakt in verval. De krijgsheren kunnen   door gebrek aan inkomsten hun stand niet meer ophouden en door gebrek aan oorlogen hun militaire vaardigheden niet op peil houden. Velen leiden het leven van ambtenaren en anderen raken in de criminaliteit.
- In 1720 wordt in Japan het verbod op Nederlandse boeken opgeheven, waardoor honderden geleerden Nagasaki binnenstromen om Europese wetenschap en kunst te bestuderen. Rangaku is er in belangrijke mate voor verantwoordelijk dat Japan voldoende op de hoogte blijft van de technologische revolutie die zich in deze tijd in Europa voltrekt.

### Stad en land
- Aan het einde van de achttiende eeuw telt Europa meer dan 180 miljoen inwoners, 70 miljoen meer dan aan het begin. De meeste mensen wonen en werken nog op het land, alleen Londen (900.000 inwoners), Parijs (600.000 inwoners) en Amsterdam (200.000 inwoners) kan men grote steden noemen; slechts 50 steden hebben meer dan 50.000 inwoners.
- Tussen de grotere steden ontstaat een stelsel van postwegen. Postkoetsen en postbezorgers te paard (de postiljons) vervoerden post naar plaatsen waar het publiek door het signaal van de posthoorn hoort, dat het zijn brieven kan komen ophalen.
- De veenbrandcultuur als manier van in cultuur brengen van woeste gronden raakt in onder meer Noord-Nederland en Noord-Duitsland in de hoogveengebieden in gebruik ten behoeve van vooral de boekweitteelt. Het is een vorm van zwerflandbouw.
- Driemaal gaat er een jarenlange golf van veepest door Europa. De ziekte wordt in 1711 beschreven door de lijfarts van de paus Giovanni Lancisi die aanbeveelt, om bij optreden van de ziekte de hele runderstapel te doden door wurging, om bloedbesmetting te voorkomen. Terwijl de Engelsman Dodson en de Nederlander Camper werken aan een vaccin, experimenteert de Groninger boer Geert Reinders hiermee in de praktijk. De ziekte veroorzaakt niet alleen de ondergang van veel boerenbedrijven, maar ook hoge voedselprijzen in de steden.
- In Nederland worden omstreeks 1730 paalwormen aangetroffen en de houten dijkbeschoeiingen blijken ernstig aangetast. Om overstromingsrampen te voorkomen, moet men deze dijkbeschoeiingen door zware stenen vervangen. De Hollanders varen de Zuiderzee over en maken veel schade aan de Hunebedden.
- Capability Brown is de voornaamste ontwerper van de Engelse landschapsstijl.
- Op buitenplaatsen gaat men oranjerieën inrichten, glazen kassen waar men 's winters de (sub)tropische planten in kuipen overhoudt.
- Vermogende burgers onderscheiden zich door het inrichten van rariteitenkabinetten.
- Het kuuroord wordt weer populair in Engeland, met name in Bath en Tunbridge Wells.
- In Engeland zorgt de komst van de turnpikes voor verbetering van het wegennet en daardoor verdere groei van het (goederen)vervoer.
- In de tweede helft van de eeuw zijn in Limburg gewapende bendes actief die bekend zijn onder de naam Bokkenrijders. Ze plegen hun overvallen op afgelegen boerderijen, en hebben volgens de bijgelovige bevolking een verbond met de Duivel. In Overmaas ligt de activiteit tussen 1743 en 1776, waarbij 348 personen veroordeeld worden, met als laatste terechtgestelde leider Joseph Kirchhoffs. In Loon ligt het Bokkenrijderstijdperk tussen 1774 en 1794 en worden 120 personen veroordeeld. Meer dan 90% van de veroordeelden krijgt de doodstraf. De meeste bekentenissen worden verkregen door marteling, of de angst daarvoor.

### Mode
- Naar de heersende mode wordt deze eeuw wel de pruikentijd genoemd. De allongepruik krimpt en krijgt een beschaafdere indruk. Later wordt de pruik samengebonden met een strik vanachter (staartpruik).
- Typerend voor deze periode zijn de torenhoge dameskapsels, die ware kunstwerken zijn van echt haar gecombineerd met paardenhaar en een constructie van metaal of kussens. Het geheel wordt versierd met parels, juwelen, pluimen en stukken stof.
- De damesmode wordt getypeerd door slanke lijfjes met een diep decolleté en een hoepelrok (paniers). Kenmerkend is ook de grote productie van kant, dat een luxeobject bij uitstek wordt.
- Waar werklieden praktische lange broeken dragen, dragen edellieden en patriciërs tot in het laatste kwart van de eeuw schoenen met zilveren gespen, zijden kousen, kousenbanden en kniebroeken. Lange broeken of "pantalons" mogen aan het Franse hof beslist niet worden gedragen. Daarbij maakt men ook voor officieren en militairen geen uitzondering. De achterliggende reden van dit hofprotocol is de bescherming van de zijde-industrie van Lyon die de kousen fabriceert.
- Sits wordt voor iedereen bereikbaar. Vooral in de noordelijke kuststreken en langs de Zuiderzee is het materiaal populair. Omstreeks 1770 zijn er sitsen in vele kwaliteiten te koop; van het echte beschilderde sits uit de Oost, tot katoentjes die in Europa worden bedrukt en een stuk goedkoper zijn.
- Bij burgerheren raakt de tricorne of Driekantige steek in zwang.
- Vanaf het begin van de eeuw dragen Franse en Britse dames bij regenweer een paraplu. Sinds in de jaren 1750 de vooraanstaande Londenaar Jonas Hanway dit voorbeeld gaat volgen, gaat het regenscherm behoren tot de vaste uitrusting van Londense heren.

### Kunst

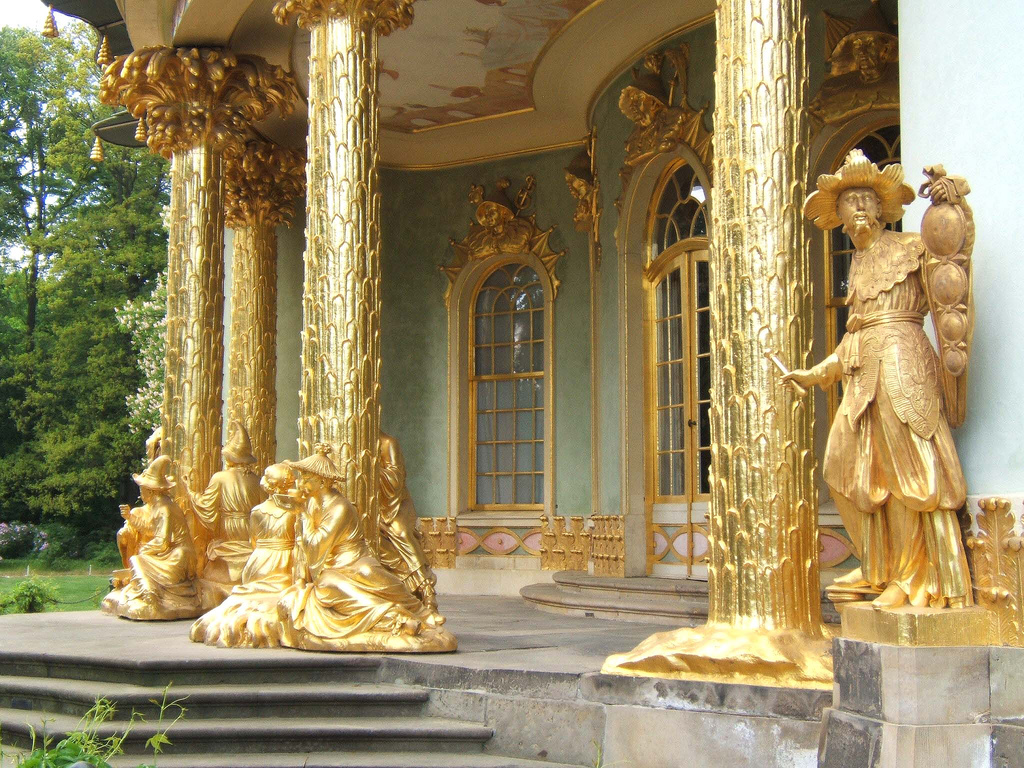
Chinoiserieën in rococostijl

- De barok in de kunst wordt voortgezet in de Lodewijkstijlen, waarin een strenge symmetrie wordt gehandhaafd. Een van de regionale verschijningsvormen is de Luiks-Akense meubelstijl.
- De uit Frankrijk afkomstige Rococostijl beleeft haar hoogtepunt tussen 1730 en 1760 en wordt ook wel Lodewijk XVI-stijl genoemd. Luchtige asymmetrische vormen worden ingevuld met pastelkleuren. In het midden van de Rococo is de chinoiserie op zijn hoogtepunt. Een chinoiserie is een kunstvoorwerp of gebouw in de Chinese stijl. Er wordt veel porselein en behang geproduceerd met Chinese motieven, zoals pagodes, parasols, exotische vogels. Ook het Japanse Imari-porselein is met veel bloemdecoraties een geliefd importproduct.
- veel stucwerkers (ook wel 'plafonneurs' of 'meester plakkers' genoemd) trekken uit Ticino en Noord-Italië naar de noordelijke landen van Europa om daar te voldoen aan de toenemende vraag naar sierstucwerkers.
- Omdat de Toscaanse orde relatief eenvoudig door een timmerman te maken is met standaardgereedschap, zonder hulp van een beeldhouwer, gaat zij deel uitmaken van de inheemse Georgian style-architectuur in Groot-Brittannië en de Amerikaanse koloniën.
- De Sturm und Drang is een reactie op het Classicisme en een tegenhanger van het rationalisme. Ze wordt gekenmerkt door de passie voor de natuur en de mens. De Franse filosoof Jean-Jacques Rousseau spreekt van "Retour à la Nature" (terug naar de natuur), de basale drift. Deze is de leidraad en de belangrijkste motivator van de mens en dus niet het verstand.
- In Europa verschijnen de eerste sprookjesboeken: een vertaling van de Sprookjes van Duizend-en-één-nacht en de Sprookjes van Moeder de Gans.
- De Spectatoriale Geschriften brengen beschouwingen over kunst, godsdienst, politiek en mode. De Hollandsche Spectator wordt in 1731 geïntroduceerd door Justus van Effen. Vanaf 1779 verschijnen in Gent de Spectatoriale Geschriften in de Zuidelijke Nederlanden.
- Bloei van de briefroman met als bekende voorbeelden: Jean-Jacques Rousseau, Julie, ou la nouvelle Héloïse (1758), Johann Wolfgang von Goethe, Die Leiden des jungen Werthers (1774), Choderlos de Laclos, Les liaisons dangereuses (1782), Betje Wolff en Aagje Deken, De Historie van mejuffrouw Sara Burgerhart (1782).
- In gegoede kringen worden reizen naar Italië gebruikelijk. In Italiaanse steden ontstaat een vedute schilderkunst die tegemoetkomt aan de wensen van de reizigers uit het noorden.
- Populariteit in de schilderkunst van de kleurstof Keulse aarde die, gemaakt uit bruinkool, een "warm, transparant bruin" geeft. In Engeland noemt men het "Van Dyck brown", naar de schilder Antonie van Dyck.

## Muziek
- Opkomst van de opera comique en de Opera buffa. In de barokopera krijgt vaak een castraatzanger de mannelijke heldenrol.
- Aan het Franse hof is de gavotte een populaire dans.
- In het midden van de eeuw worden de strijkers geleidelijk belangrijker en gaan de kern van het symfonieorkest vormen. Zij nemen de functie van de basso continuo over en vervangen daarom het klavecimbel. De blazers worden gegroepeerd in een vaste kernformatie.
- Uit de fortepiano wordt de piano ontwikkeld.

### Wetenschap
- Isaac Newton postuleert zijn drie wetten van de mechanica en daarmee maakt hij het mogelijk de wiskunde in de natuurkunde te gebruiken. Later wordt op het werk van Newton voortgebouwd door onder anderen Joseph-Louis Lagrange en William Rowan Hamilton.
- Overgang van een historisch beschrijvende naar een onderzoekende experimentele wetenschap. Willem Jacob 's Gravesande draagt in Leiden de experimentele natuurkunde van Isaac Newton uit. Hij is de eerste, die zijn colleges verduidelijkt met natuurkundige proeven. Daarvoor ontwerpt hij experimenten en bouwt hij toestellen, onder meer botsingstoestellen en een heliostaat.Instrumentmaker Jan van Musschenbroek maakt toestellen voor hem.
- Classificatie van het plantenrijk door botanici als Carl Linnaeus en William Withering.
- De hypothese van een zonnenevel als verklaring voor het ontstaan van het zonnestelsel. wordt bedacht door Emanuel Swedenborg in 1734. Immanuel Kant breidt de theorie in 1755 verder uit. Hij bedenkt dat als nevels en gaswolken langzaam roteren, ze onherroepelijk samentrekken onder hun eigen gravitatiekracht, waardoor uiteindelijk de centrale ster en planeten van een planetenstelsel gevormd worden. Een vergelijkbaar model wordt in 1796 voorgesteld door Pierre-Simon Laplace.
- De scheikundige revolutie betreft de ontdekking van de wet van behoud van massa en het in deze tijd geïdentificeerde proces van de verbranding door middel van zuurstof. Scheikundigen als Antoine Lavoisier, Joseph Priestley en Henry Cavendish ontdekken de zuurstof, de waterstof en andere elementen van lucht.
- De enorme toename van gedrukte boeken, tijdschriften en pamfletten en de honger naar kennis bij het publiek vragen om ordening van informatie. In Engeland verschijnt A Dictionary of the English Language, en in Frankrijk de Encyclopedie dictionaire raisoné des sciences, des arts et des metiers van Diderot en d'Alembert, en de Histoire Naturelle van Buffon.
- Adam Smith ontwikkelt zijn leer van de klassieke economie. Hij stelt dat het collectieve belang van de samenleving het beste gediend wordt als alle individuen zo veel mogelijk hun eigen belang nastreven. In het marktmechanisme waar winst de drijfveer voor economisch handelen is, zal dan de beste afstemming ontstaan van vraag en aanbod.
- De ideeën van de Schotse verlichting worden ontwikkeld door geleerden als John Playfair, Joseph Black, James Hutton, David Hume en Adam Smith. Er begint aan de Schotse universiteiten steeds meer aandacht te komen voor andere faculteiten dan die van de Theologie en filosofie. Met name medicijnen en rechten worden erg populair. Vooral de Universiteit van Edinburgh blijkt een thuisbasis van allerhande nieuwigheden. Dokters worden zelfs een Schots exportproduct (onder andere aan het Russische hof).
- Haskala is een joodse beweging die in de tweede helft van de 18e eeuw in Europa ontstaat als joodse tegenhanger van de Europese Verlichting. Aanhangers van de beweging bepleitten een betere integratie van de joden in de Europese samenleving en het geven van beter onderwijs.
- De waarschijnlijkheidstheorie wordt opgezet en verrijkt door Jakob Bernoulli, Abraham de Moivre, Thomas Bayes en anderen.

### Medisch
- De pokken vormen een groot gezondheidsprobleem in Europa met ongeveer tweehonderdduizend doden per jaar, met name kinderen. Ongeveer een derde van de patiënten overlijdt, terwijl de overlevenden vaak grote restverschijnselen hebben als gevolg van inwendige bloedingen. Alle lagen van de bevolking worden getroffen
- De diplomatenvrouw Mary Wortley Montagu importeert de variolatie uit Turkije in Engeland: preventieve inenting met pus van pokken. Later verbetert Edward Jenner die methode door pus van koepokken te gebruiken: vaccinatie.

### Sport en spel
- whist wordt voor het eerst op wetenschappelijke basis gespeeld door een groep gentlemen die rond 1728 het Crown Coffee House inBedford Row, Londen, bezoekt. Edmond Hoyle, vermoedelijk lid van deze groep, begint rijke jongemannen in het spel les te geven en publiceert in 1742 A Short Treatise on the Game of Whist. Het wordt de standaardtekst en -regels voor het spel voor de volgende honderd jaar.
- Ontstaan van de opvatting over de tarot als 'magisch systeem' en verondersteld symbolisch compendium van wijsheid.

## Belangrijke personen van de 18e eeuw
- Johann Sebastian Bach
- Johan Bernoulli
- Catharina de Grote
- Denis Diderot
- Leonhard Euler
- Farinelli

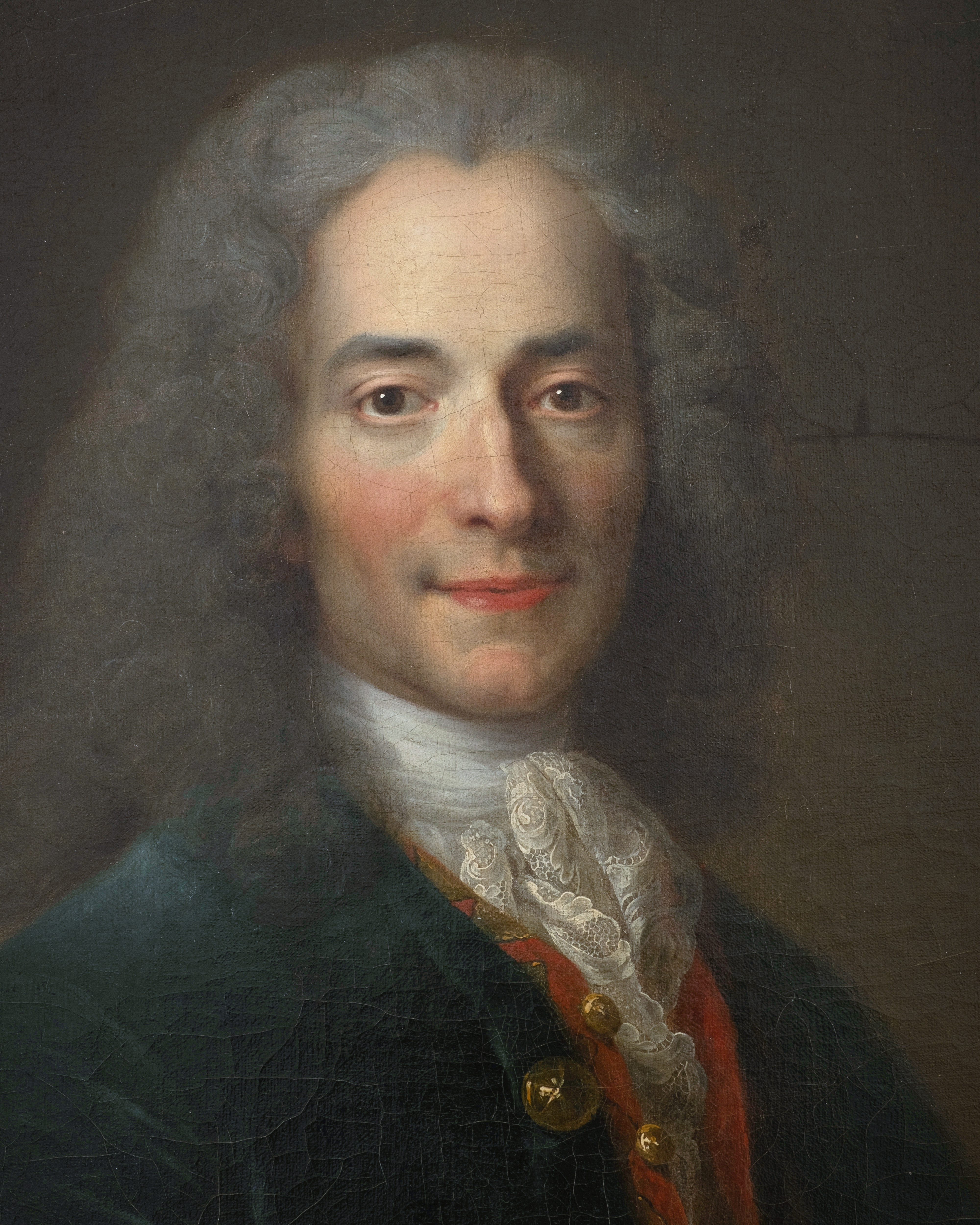
Verlicht denker Voltaire

- Frederik II (de Grote) van Pruisen
- George II van Groot-Brittannië
- George III van het Verenigd Koninkrijk
- Johann Wolfgang von Goethe
- Georg Friedrich Händel
- Joseph Haydn
- David Hume
- Immanuel Kant
- Joseph-Louis Lagrange
- Gottfried Wilhelm Leibniz
- Lodewijk XIV van Frankrijk
- Lodewijk XV van Frankrijk
- Ludwig van Beethoven
- Thomas Jefferson
- Maria Theresia
- Montesquieu
- Wolfgang Amadeus Mozart
- Peter I van Rusland
- Robespierre
- Jean-Jacques Rousseau
- Adam Smith
- George Washington, de eerste president van de Verenigde Staten van Amerika
- Voltaire
- Christian Wolff

<< · 1700-1709 · 1710-1719 · 1720-1729 · 1730-1739 · 1740-1749 · 1750-1759 · 1760-1769 · 1770-1779 · 1780-1789 · 1790-1799 · >>
<< · 11e · 12e · 13e · 14e · 15e · 16e · 17e · 18e · 19e · 20e · >>